# Kállai Bori
Kállay Bori (született: Katona Irén) (Balmazújváros, 1948. május 14. –) magyar színésznő, érdemes művész. Lánya Fonyó Barbara. Vezetéknevét több helyen i-vel írják, de az általa is megerősített helyes írásmód az y végű változat.

## Életpályája
1966–1968 között a Miskolci Nemzeti Színházban szerepelt. 1968–69-ben a Szegedi Nemzeti Színházban játszott. 1969–1988 között a debreceni Csokonai Nemzeti Színház tagja volt. 1988-tól a József Attila Színház tagja volt, majd a Budapesti Operettszínházban szerepelt évekig. Alapító tagja az Interoperett társulatának.
Remek tánc- és énektudású művész. Főleg zenés darabokban, elsősorban operettekben, opera- és dalesteken szerepel, szoprán szerepekben.
Férje volt Vitray Tamás Kossuth-díjas újságíró.

## Színházi szerepei
- Török-Zoltán: Péntek Rézi... Péntek Rézi
- Jones: Ez fantasztikus!... Luise
- Eliot: Koktél hatkor... Titkárnő
- Meilhac-Milhaud: Nebáncsvirág... Silvia; Corinna
- André: Lulu... Lulu
- Gyárfás Miklós: Játszik a család... Klári
- Rolland: Július 14... Lucile Duplessis
- Szinetár György: Knock out... Vivien Greenholm
- Garay János: Háry János... Esztrella bárónő
- Martos-Bródy: Leányvásár... Bessy
- Babay József: Három szegény szabólegény... Selyem Péter
- Szakonyi Károly: Adáshiba... Vanda
- Fehér Klára: Honolulu... Isabelle
- Csiky Gergely: Nagymama... Márta
- Martos-Bródy: Sybill... Charlotte
- Feydeau: Bolha a fülbe... Antoinette
- Benatzky: Az esernyős király... Susanne
- Csokonai Vitéz Mihály: A méla Tempefői, vagy az is bolond, aki poétává lesz Magyarországon... Éva
- Csokonai Vitéz Mihály: Az özvegy Karnyóné s a két szeleburdiak... Boris
- Kazantzakisz: Zorba... Melina
- Martos Ferenc: Gül Baba... Rózsi
- Csurka István: Az idő vasfoga... Angéla
- Bertolt Brecht: Koldusopera... Polly; Kocsma Jenny
- Carlo Collodi: Pinokkió... Tündér
- Brammer-Grünwald: A montmartre-i ibolya... Ninon
- Grünwald-Löhner-Beda: Bál a Savoyban... Daisy Parker
- Juhász István: Félbehagyott nők... Gárdos Judit
- Willner-Bodansky: Luxemburg grófja... Juliette; Fleury
- Szentmihályi Szabó Péter: Nem fogunk hazudni!... Nelli
- Kander-Ebb-Masteroff: Kabaré... Sally; Kost kisasszony
- Thomas-Popplewell: A hallgatag papagáj... Clara
- Braginszkij-Rjazanov: Ma éjjel megnősülök... Anna
- Różewicz: Kartoték... A lány
- Molnár Ferenc: Játék a kastélyban... Annie
- Csurka István: Házmestersirató... Kati
- Illés Endre: Törtetők... Eördögh Ilona
- Schönthan: A szabin nők elrablása...
- Machiavelli: Mandragóra... Lucretia
- Harmath Imre: Maya... Barbara
- Nestroy-Heltai: Lumpáciusz Vagabundusz vagy a három jómadár... Fortuna
- Arisztophanész: Lüszisztraté... Harmadik nő; Második őrnő
- Füst Milán: A zongora... Módl Johanna
- Maugham: Imádok férjhez menni... Victoria
- Kocsis István: Megszámláltatott fák... Anna
- Karinthy Frigyes: Az alpesi vámpír és a csukottszemű virág (Júlia és Juliska)... A Nő
- Karinthy Ferenc: Ősbemutató... Alpár Hédy
- Földes Imre: Viktória... Riquette
- Csehov: Ványa bácsi... Jelena Andrejevna
- Csukás István: Ágacska... Pösze egér
- William Shakespeare: Tévedések vígjátéka... Luciana
- Bakonyi Károly: Mágnás Miska... Marcsa
- Vasziljev: Csendesek a hajnalok... Zsenya Komelkova
- Carlo Goldoni: Két úr szolgája... Beatrice
- Schikaneder: A varázsfuvola... Papagena
- Vinnyikov-Kraht-Tipot: Szabad szél... Diabolo Pepita
- Hubay Miklós: Egy szerelem három éjszakája... Melitta
- Kálmán Imre: Csárdáskirálynő... Szilvia
- Szilágyi László: Mária főhadnagy... Lebstück Mária
- Szabó Magda: A macskák szerdája... Ágnes
- Szomory Dezső: Szabóky Zsigmond Rafael... Melinda
- Katajev: Bolond vasárnap... Tudorkina
- Szomory: Botrány az Ingeborg koncerten... Breitmayerné
- Wedekind: A hőstenor... Helene Marowa
- Wilner-Bodanszky: Cigányszerelem... Kőrösházy Ilona
- Békeffi István: A régi nyár... Mária
- Martos-Bródy: Zsuzsi kisasszony... Szerafin
- Wilder: Hello, Dolly!... Mrs. Dolly Levi
- Lehár Ferenc: Luxemburg grófja... Fleury

## Filmjei
- A feladat 1-2. (1975) – Die
- Zenés TV Színház: Lili bárónő (1975) – Lili bárónő
- Hátország (1977) – Maca
- Kristálybirodalom (1979) – Marja Tengergyöngye
- Héroszok pokoljárása (1980) – Fekete körmű nő
- Buborékok (1983) – Malvin, Hámor neje
- Családi kör (1989)
- Cigányszerelem (2002) – Körösházy Ilona, nagyasszony

## Szinkronszerepei
| Év   | Cím              | Szereplő                    | Színész      | Szinkron év | Megjegyzés        |
| ---- | ---------------- | --------------------------- | ------------ | ----------- | ----------------- |
| 1970 | A betyárkapitány | N/A                         | N/A          | 1971        | román akciófilm   |
| 1994 | Hüvelyk Panna    | Hüvelyk Panna mamája (hang) | Barbara Cook | 1994        | amerikai rajzfilm |

## Díjai
- Érdemes művész (2004)
- Dankó Rádió operett-előadói díj (2023)